# Lunca Mureșului (gmina)
Lunca Mureșului – gmina w Rumunii, w okręgu Alba. Obejmuje miejscowości Gura Arieșulu i Lunca Mureșului. W 2011 roku liczyła 2404 mieszkańców. 